# Tigawa
Tigawa (oder Tigowa bzw. Tigwan, Hindi तिगवा) ist ein etwa 600 Einwohner zählendes Dorf im Süden der historisch bedeutsamen Region Bundelkhand im indischen Bundesstaat Madhya Pradesh. Der Ort ist bedeutsam wegen eines Tempels aus der Gupta-Zeit.

## Lage
Das Dorf Tigawa befindet sich etwa 4 km nördlich der Kleinstadt Bahuriband im Distrikt Katni und etwa 5 km westlich des Ortes Kunda in einer Höhe von ca. 425 m.

## Bevölkerungsentwicklung
| Jahr      | 1991 | 2001 | 2011 |
| Einwohner | ??   | 544  | 603  |

Die überwiegende Mehrzahl der Dorfbewohner sind Hindus. Der männliche Bevölkerungsanteil übersteigt den weiblichen nur geringfügig. Man spricht Hindi oder Bundeli.

## Wirtschaft
Die Dorfbewohner leben – weitgehend als Selbstversorger – fast ausschließlich von der Landwirtschaft.

## Sehenswürdigkeiten
- Der Kankali-Devi-Tempel ist ein Hindu-Tempel aus der Gupta-Zeit (um 420); er gilt – neben dem Tempel Nr. 17 von Sanchi – als einer der ältesten (erhaltenen) freistehenden Tempelbauten Nordindiens. Er ist flachgedeckt und besteht aus der eigentlichen Cella (garbhagriha) und einer pfeilergestützten Vorhalle (mandapa). Die aus exakt behauenen Steinen errichteten Außenwände des nahezu quadratischen Sanktumsbereichs haben eine Seitenlänge von etwa 5,20 m und sind völlig ungegliedert. Die Pfeiler der Vorhalle sind im unteren Teil blockhaft, darüber folgt eine oktogonale Zone, die jedoch schon bald in einen sechzehnseitigen kannelierten Bereich übergeführt wird. Ein runder Stein mit einer Lotosblüte leitet über in ein Glück und Segen verheißendes Krugmotiv (kalasha); darüber befindet sich ein schmuckloser Kämpferblock. Die jeweils quadratischen Kapitelle bestehen aus zwei schmalen Platten mit Blütenmotiven, einer dicken Platte mit Blendfenstermotiven (chandrasalas) und nahezu freiplastisch gearbeiteten Löwenaufsätzen, die als eine späte Nachwirkung der berühmten Ashoka-Kapitelle aufgefasst werden können. In späterer Zeit wurde der ehemals seitlich offene Portikus durch massive Steinplatten mit figürlichen Darstellungen geschlossen. Im äußeren Band des steinernen, T-förmig gestalteten Türrahmens wiederholen sich die Dekorelemente der Vorhallenpfeiler; zwei weitere Bänder zeigen kleine Blütenmotive und zwei weitere sind schmucklos. Oberhalb befinden guterhaltene Darstellungen der Göttinnen Ganga und Yamuna, die jeweils auf einem Flussungeheuer (makara) bzw. einer Schildkröte (kurma) stehen. Im Innern der ebenfalls quadratischen aber nur 2,30 m breiten und tiefen Cella befindet sich ein Kultbild mit einer Narasimha-Darstellung, das jedoch nicht original ist, denn eine Rinne auf der rechten Seite lässt eher an einen ehemals vorhandenen Shiva-Lingam denken; in die Deckenplatte ist eine geöffnete Lotosblüte eingearbeitet.
- Umliegend findet sich eine große Anzahl von ornamentierten Steinen und Steinplatten, die darauf verweisen, dass der Kankali-Devi-Tempel einstmals nur einer von vielen Hindu-Tempeln an diesem Ort war, was das Vorhandensein eines regionalen Pilgerzentrums wahrscheinlich macht.

Umgebung
- Etwa 5 km nordöstlich von Tigawa befindet sich der Ort Kunda mit dem kleinen, aber ebenfalls guptazeitlichen Shankara-Madha-Tempel. Es ist davon auszugehen, dass der Tempel etwa gleichzeitig mit dem von Tigawa entstanden ist.
- Im etwa 4 km südlich gelegenen Ort Bahuriband befindet sich ein Jain-Tempel mit einer mittelalterlichen ca. 8 m hohen monolithischen Shantinatha-Statue.